# Milion (milník)

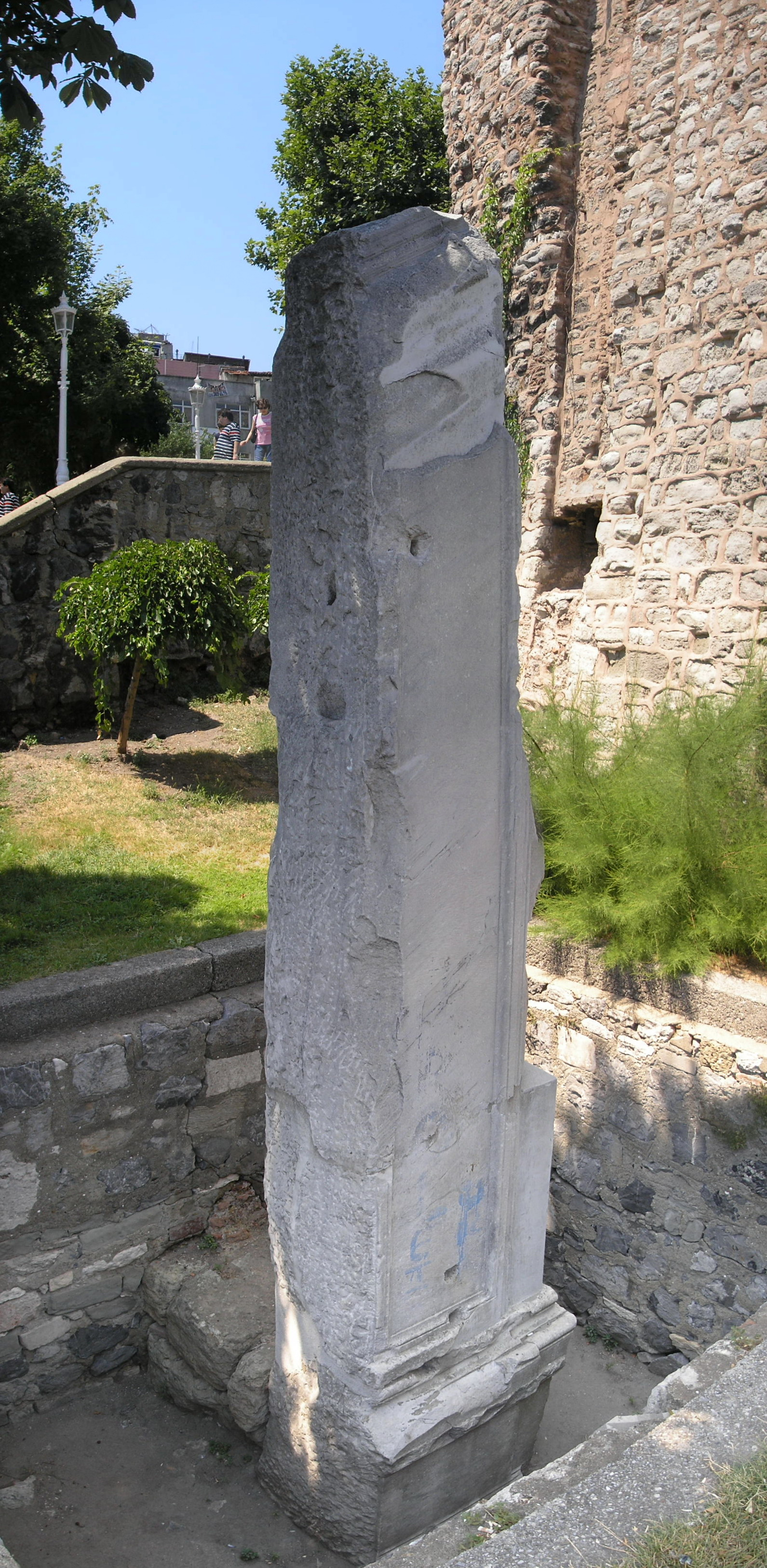
Pozůstatky milionu

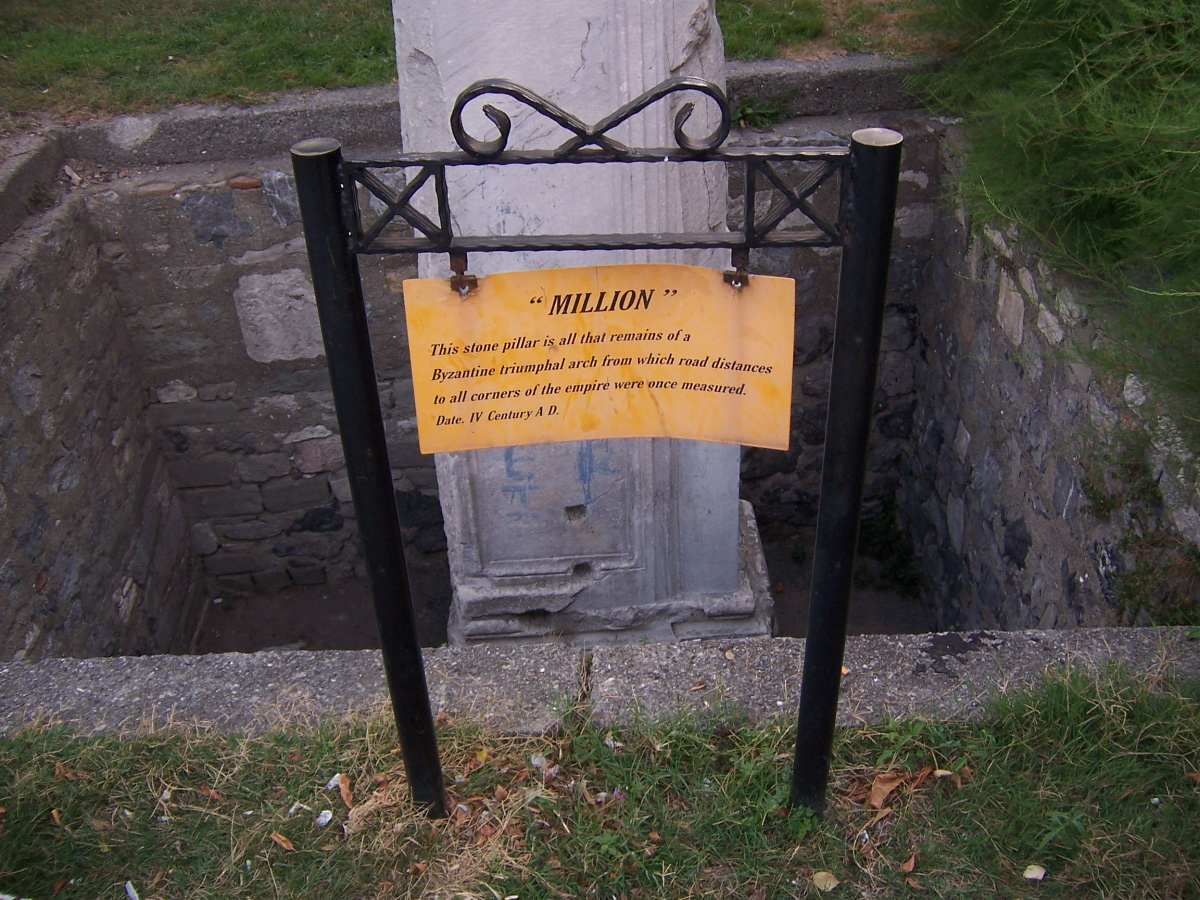
Cedulka na pozůstatku milionu

Milion v Konstantinopoli (nynější Istanbul) byl mramorový oblouk, od něhož byly měřeny všechny vzdálenosti v Byzantské říši. Z oblouku se zachoval jeden kamenný kvádr. Nachází se u baziliky Cistern poblíž chrámu (muzea) Hagia Sofia.